# Arthel
Arthel település Franciaországban, Nièvre megyében. Lakosainak száma 90 fő (2022. január 1.). Arthel Authiou, Arzembouy, Champlin, Giry és Montenoison községekkel határos.

## Népesség
A település népességének változása:
| Lakosok száma | 99   | 96   | 95   | 96   | 97   | 95   | 92   | 90   |
|               | 2013 | 2015 | 2017 | 2018 | 2019 | 2020 | 2021 | 2022 |